# Фонтан Ахмеда III (Ускюдар)
Фонтан Ахмеда III в Ускюдаре (тур. Üsküdar III. Ahmet Çeşmesi) — общественный фонтан XVIII века, возведённый по распоряжению османского султана Ахмеда III в стиле османского рококо и расположенный на большой площади в районе Ускюдар (Стамбул, Турция).

## История
Османский султан Ахмед III, правивший в 1703—1730 годах, велел построить сабиль, общественный фонтан для обеспечения питьевой водой путешественников и проточной водой для ритуального омовения молящихся. Построенный в 1728—1729 годах (в это время было возведено множество подобных фонтанов) он был посвящён матери султана Эметуллах Рабие Гюльнуш-султан (1642—1715), которая была похоронена в Ускюдаре.
Фонтан изначально находился на набережной Босфора, обеспечивая питьевой водой путешественников, пересекающих пролив. Во время реконструкции окружающего фонтан пространства в 1932—1933 годах он был демонтирован и перенесён в центр близлежащей площади рядом с мечетью Михримах-султан.
Фонтан дважды подвергался значительным реставрациям. Первая была произведена во время его перемещения, когда сломанные детали фонтана были отремонтированы или заменены. Вторая проводилась в 1955 году, когда фонтан пришлось поднять примерно на 1,45 м, чтобы соответствовать уровню поверхности площади. Ныне это сооружение покоится на двухступенчатой платформе на площади Искеле, на пересечении улиц Пашалиманы и Хакимиетимиллие.

## Архитектура

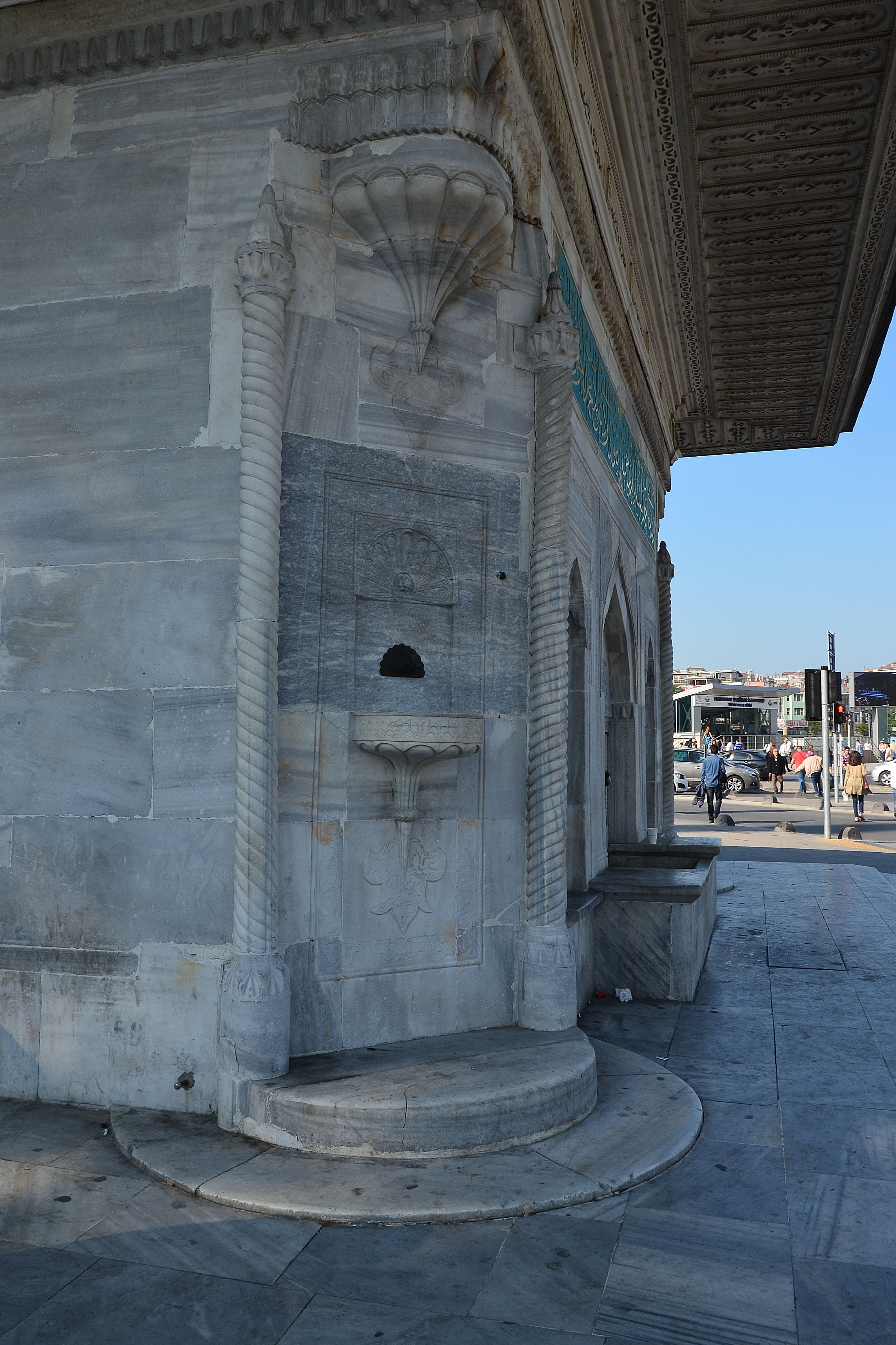
Детали углового фасада: кран над раковиной, обрамлённый двумя соломоновыми колоннами, увенчанными коринфскими капителями, под мукарнами, карнизы с резными украшениями наверху

Фонтан представляет собой отдельно стоящее сооружение в виде «площадного фонтана» (тур. meydan çeşmesi), напоминающего памятник. Он имеет форму восьмиугольной призмы с четырьмя широкими и четырьмя узкими угловыми фасадами. Восьмиугольный в основании фонтан вверху приобретает квадратную форму. Вальмовая крыша в форме квадратной пирамиды имеет широкие карнизы со всех сторон. Сооружение было построено из цельного белого мрамора, а крыша выполнена из дерева и покрыта свинцовым листом.
Фонтан Ахмеда III был построен по проекту придворного архитектора Кайсерили Мехмед-аги в стиле рококо, характерного для Эпохи тюльпанов в истории Османской империи (1703—1757), и украшен орнаментом. Внешне он схож с фонтаном Ахмеда III перед дворцом Топкапы (1729) и фонтаном Топхане (1732).
Фонтан оснащён кранами внутри стрельчатой арки в середине каждого фасада над поилкой, позволяющими наполнять ведра, поить скот или совершать ритуальное омовение тела для молитвы. Краны, расположенные выше над раковиной на четырёх угловых фасадах, были предназначены для подачи питьевой воды людям. В стене главного фасада, смотрящего на Босфор, с обеих сторон есть две полукруглые ниши, напоминающие михраб мечети. Фонтан украшают рельефные цветочные мотивы: тюльпаны, розы и хризантемы в вазе. Каждый из восьми углов фонтана обрамляет соломоновы колонны, увенчанные коринфскими капителями. В верхней части угловых фасадов между колоннами находятся мукарны, трансформирующие восьмиугольное в плане сооружение в квадратное прямо под крышей. Карниз деревянной крыши украшен резными украшениями, располагаясь над карнизом, опоясывающим всю конструкцию фонтана.
Каждый из четырёх широких фасадов фонтана имеет надпись арабским шрифтом, использовавшимся в Османской империи. Надписи на трёх фасадах представляют собой отрывки из стихов трёх поэтов: Ахмеда Недима (1681?-1730), Шакира и Кырымлы Мустафы Рахми (ум. 1750), надпись же на главном фасаде содержит стихи, сочинённые султаном Ахмедом III и его зятем, великим визирем Невшехирли Ибрагим-пашой (1666—1730). Она нанесена в исламском каллиграфическом стиле джели тулут самим султаном Ахмедом III, увлекавшимся сочинительством стихов и каллиграфией. Он подписался под ней как «Ахмед ибн-и Мехмед-хан» (Ахмед, сын хана Мехмеда).